# ویهولا
ویهولا روستایی در دهستان ویهولا، شهرستان لنه-ویرو، در شمال استونی و در خاک پارک ملی لاهما است.

## نگارخانه

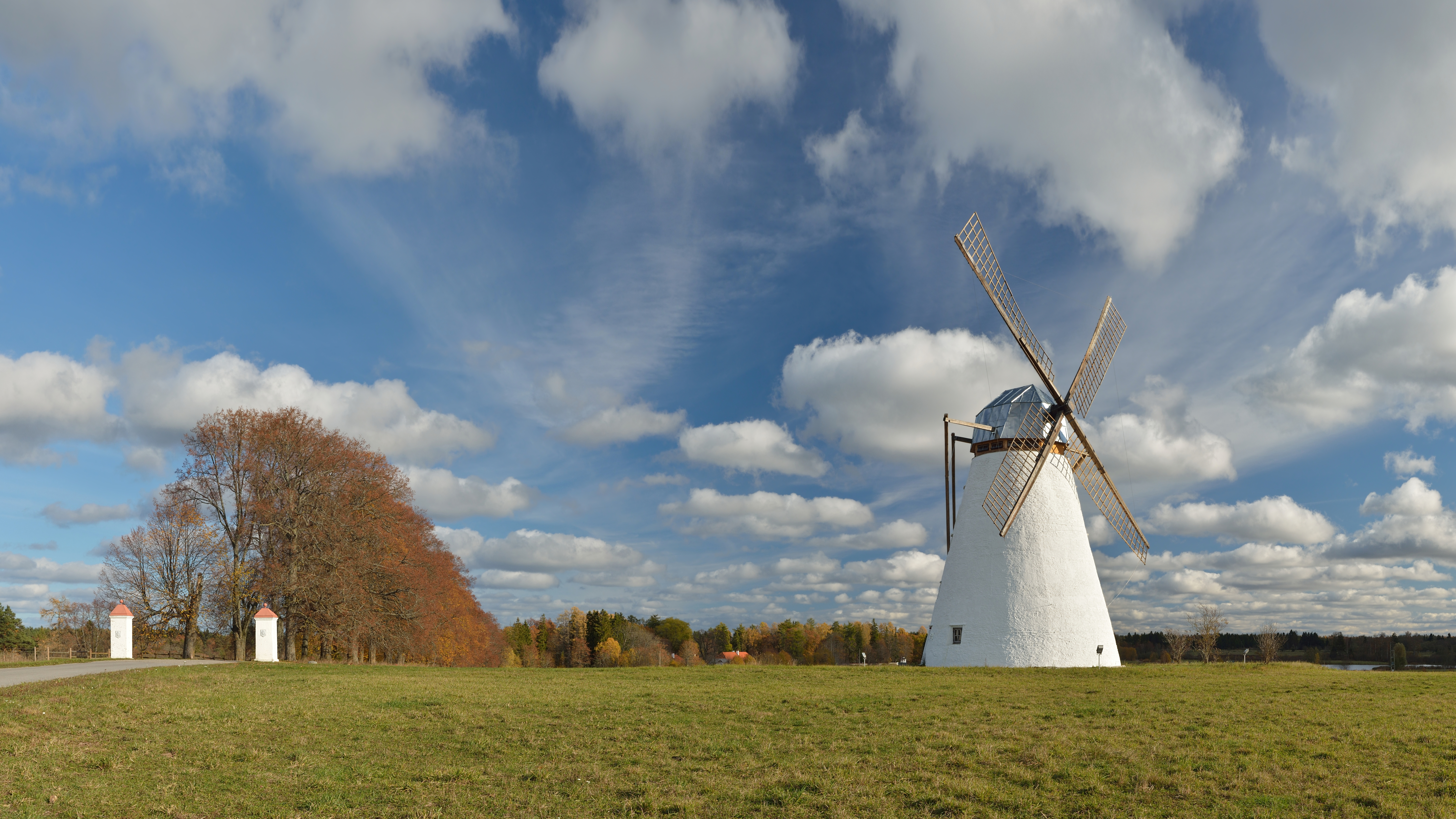
آسیاب بادی ویهولا